# Tisău
Tisău est une commune située dans le județ de Buzău dans la région de Munténie.

## Démographie
Lors du recensement de 2011, 97,74 % de la population se déclarent roumains (0,06 % déclarent une autre appartenance ethnique et 2,18 % ne déclarent pas d'appartenance ethnique).

## Politique
| Parti | Parti                                                 | Sièges |
| ----- | ----------------------------------------------------- | ------ |
|       | Parti national libéral (PNL)                          | 5      |
|       | Parti social-démocrate (PSD)                          | 3      |
|       | Parti social roumain (PSRo)                           | 2      |
|       | Union nationale pour le progrès de la Roumanie (UNPR) | 1      |
|       | Parti écologiste roumain (PER)                        | 1      |
|       | Parti Mouvement populaire (PMP)                       | 1      |